# 丸山完二
丸山 完二（まるやま かんじ、1940年1月5日 - ）は、兵庫県西脇市出身の元プロ野球選手（内野手、外野手）・コーチ。
ファッションデザイナーの丸山敬太は実子。

## 経歴
西脇高校卒業後は1958年に立教大学へ進学し、東京六大学野球リーグでは1年次の同年、2年次の1959年に3度の優勝を経験。3年次の1960年秋季リーグでは打率.365で首位打者となり、一塁手としてベストナインにも選出された。リーグ通算64試合出場、237打数68安打、打率.287、0本塁打、25打点を記録。大学同期に青野修三、寺本勇がいる。
1962年に国鉄スワローズへ入団。1年目の同年は開幕直後から一塁手、外野手として起用され、一番打者に定着。規定打席（28位、打率.210）にも達して新人王候補にも挙がったが、城之内邦雄にタイトルを奪われた。この年、当時国鉄のエースで強打者でもあった金田正一は打席に立って4度敬遠されているが、次打者となったのはいずれも丸山であった。結果は3打数3安打1四球で、4度目の9月24日の広島戦は11回裏1死二塁の場面で広島は金田を敬遠。延長では3度目、サヨナラの場面では7月7日に続く2度目であったが、丸山は大石清からサヨナラ二塁打を放っている。金田敬遠、丸山勝負は1963年の中日戦の9回サヨナラの場面もあるが、この時は三塁ゴロに倒れている。
1963年も移籍入団の高林恒夫と立教コンビを組みチャンスメーカーとして活躍。1964年には5月に故障して長期欠場を余儀なくされるが、7月には復帰。その後もレギュラーとして活躍を続けるが、若手の台頭で出番が減った。1968年に学生時代に経験のある三塁手にコンバートされる。危惧された守備も堅実にこなし、城戸則文の後継として定位置を獲得、数少ない外野から内野へのコンバート成功例となった。1970年には外野手に復帰する。1971年限りで現役を引退。
引退後はヤクルトで二軍守備・走塁コーチ（1972年 - 1975年）→一軍外野守備・走塁コーチ（1976年 - 1979年）→一軍守備コーチ（1980年 - 1982年）、一軍守備・走塁コーチ（1983年, 1987年 - 1990年）、二軍総合コーチ（1984年 - 1985年）→一軍作戦コーチ（1986年）、ヘッドコーチ（1991年 - 1994年）を歴任。1978年のセ・リーグ及び日本シリーズ初優勝時もコーチとして広岡達朗監督を支えた。当時は三塁コーチを担当し、日本シリーズ第7戦、上田監督が1時間19分に渡り、猛抗議をした大杉の放ったホームランでは三塁を回る大杉とハイタッチする写真が幾つかの雑誌に掲載されている。
1995年からはフロント入り。
2002年に編成部長。
2003年に球団調査役となる。
2005年一杯で44年間所属したスワローズを定年により退職。プロ入り後、スワローズ・アトムズから一度も球団を離れることなくで活躍した丸山は、この年スワローズOB会2代目会長に就任した（初代会長は田口周）。また、ヤクルト球団及びOB会によって組織されたNPO法人「つばめスポーツ振興協会」の理事長にも就任した。NPB12球団ジュニアトーナメントではヤクルトジュニアの監督を務めており、第1回大会（2005年）では優勝した。現在は少年野球チーム「東京神宮シニア」監督。

## 詳細情報

### 年度別打撃成績
| 年 度      | 球 団                           | 試 合 | 打 席 | 打 数 | 得 点 | 安 打 | 二 塁 打 | 三 塁 打 | 本 塁 打 | 塁 打 | 打 点 | 盗 塁 | 盗 塁 死 | 犠 打 | 犠 飛 | 四 球 | 敬 遠 | 死 球 | 三 振 | 併 殺 打 | 打 率 | 出 塁 率 | 長 打 率 | O P S |
| ---------- | ------------------------------- | ----- | ----- | ----- | ----- | ----- | -------- | -------- | -------- | ----- | ----- | ----- | -------- | ----- | ----- | ----- | ----- | ----- | ----- | -------- | ----- | -------- | -------- | ----- |
| 1962       | 国鉄 サンケイ アトムズ ヤクルト | 126   | 508   | 466   | 33    | 98    | 18       | 2        | 1        | 123   | 23    | 11    | 10       | 5     | 1     | 34    | 0     | 2     | 73    | 8        | .210  | .266     | .264     | .530  |
| 1963       | 国鉄 サンケイ アトムズ ヤクルト | 124   | 455   | 415   | 48    | 102   | 22       | 3        | 3        | 139   | 32    | 15    | 8        | 14    | 2     | 22    | 0     | 2     | 37    | 7        | .246  | .286     | .335     | .621  |
| 1964       | 国鉄 サンケイ アトムズ ヤクルト | 84    | 259   | 245   | 29    | 68    | 14       | 1        | 1        | 87    | 9     | 4     | 8        | 5     | 0     | 9     | 0     | 0     | 35    | 8        | .278  | .303     | .355     | .658  |
| 1965       | 国鉄 サンケイ アトムズ ヤクルト | 122   | 409   | 372   | 28    | 91    | 12       | 4        | 2        | 117   | 16    | 4     | 9        | 9     | 2     | 24    | 0     | 2     | 33    | 10       | .245  | .293     | .315     | .607  |
| 1966       | 国鉄 サンケイ アトムズ ヤクルト | 124   | 508   | 461   | 47    | 105   | 12       | 3        | 4        | 135   | 19    | 6     | 11       | 8     | 0     | 31    | 0     | 8     | 54    | 9        | .228  | .288     | .293     | .581  |
| 1967       | 国鉄 サンケイ アトムズ ヤクルト | 105   | 295   | 261   | 34    | 64    | 11       | 2        | 4        | 91    | 26    | 5     | 5        | 2     | 4     | 28    | 0     | 0     | 38    | 3        | .245  | .314     | .349     | .663  |
| 1968       | 国鉄 サンケイ アトムズ ヤクルト | 123   | 463   | 406   | 51    | 101   | 16       | 3        | 6        | 141   | 30    | 10    | 5        | 10    | 1     | 38    | 1     | 8     | 61    | 7        | .249  | .325     | .347     | .672  |
| 1969       | 国鉄 サンケイ アトムズ ヤクルト | 113   | 337   | 299   | 30    | 61    | 10       | 0        | 9        | 98    | 18    | 6     | 4        | 7     | 2     | 28    | 0     | 1     | 36    | 7        | .204  | .273     | .328     | .600  |
| 1970       | 国鉄 サンケイ アトムズ ヤクルト | 89    | 198   | 179   | 18    | 40    | 9        | 0        | 4        | 61    | 14    | 0     | 4        | 5     | 0     | 12    | 0     | 2     | 30    | 7        | .223  | .280     | .341     | .621  |
| 1971       | 国鉄 サンケイ アトムズ ヤクルト | 22    | 31    | 30    | 0     | 3     | 0        | 0        | 0        | 3     | 0     | 0     | 0        | 0     | 0     | 1     | 1     | 0     | 5     | 0        | .100  | .129     | .100     | .229  |
| 通算：10年 | 通算：10年                      | 1032  | 3463  | 3134  | 318   | 733   | 124      | 18       | 34       | 995   | 187   | 61    | 64       | 65    | 12    | 227   | 2     | 25    | 402   | 66       | .234  | .290     | .317     | .607  |

- 各年度の太字はリーグ最高
- 国鉄（国鉄スワローズ）は、1965年途中にサンケイ（サンケイスワローズ）に、1969年にアトムズに、1970年にヤクルト（ヤクルトアトムズ）に球団名を変更

### 記録
- 1000試合出場：1970年10月8日 ※史上148人目

### 背番号
- 29 （1962年 - 1963年）
- 8 （1964年 - 1971年)
- 69 （1972年 - 1985年）
- 80 （1986年 - 1994年）